# Modtager (transport)
 For alternative betydninger, se modtager. (Se også artikler, som begynder med modtager)
En modtager er den person eller virksomhed som gods, penge eller informationer slutter hos under en transport eller overførsel, eller den kunde der får foretaget en anden ydelse.